# Hirokazu Yagi
Pour les articles homonymes, voir Yagi.
Hirokazu Yagi (né le 26 décembre 1959) est un ancien sauteur à ski japonais.

## Palmarès

### Jeux Olympiques
| Épreuve / Édition | Lake Placid 1980 | Sarajevo 1984 |
| Petit Tremplin    | Argent           | 54e           |
| Grand Tremplin    | 19e              | 19e           |

### Championnats du monde
| Épreuve / Édition | Oslo 1982 |
| Petit Tremplin    | 31e       |
| Grand Tremplin    | 43e       |

### Coupe du monde
- Meilleur classement final: 4e en 1980.
- 1 victoire.

#### Saison par saison
| Année | Lieu            |
| 1980  | Sapporo (Japon) |